# Cañada Oruro
Cañada Oruro (también llamado Fortín Oruro) es una localidad de Bolivia, perteneciente al municipio de Villa Montes de la provincia del Gran Chaco en el departamento de Tarija.
Se encuentra en la frontera misma con Mayor Infante Rivarola (Paraguay) y es el principal paso fronterizo para vehículos entre ambos países.
Cañada Oruro se encuentra a 120 km de la ciudad de Villa Montes y a 329 km de Tarija, la capital departamental. 
En la actualidad se encuentra escasamente poblada, contando con unos 250 habitantes aproximadamente.

## Historia
Fue fundado en el año 1931 por el ejército boliviano con el nombre de Fortín Oruro a orillas de una cañada de agua, en el contexto previo a la Guerra del Chaco (1932 - 1935). En el último año de la guerra fue ocupado por el ejército paraguayo, pero en 1938 se firmó el Tratado de paz, amistad y límites y Cañada Oruro quedó finalmente dentro del territorio boliviano.
Desde entonces se convirtió en un hito y puesto militar que marcaba el límite de la frontera entre Bolivia y Paraguay.
Recién en la década de los 80s se empezó a poblar la zona con población civil, ya que hasta entonces solo vivía allí personal militar.
El 21 de abril de 2005 Bolivia y Paraguay firmaron el Acuerdo de asistencia y cooperación mutua en asuntos aduaneros y entonces las aduanas de ambos países comenzaron a funcionar, por lo que se inauguró oficialmente el paso fronterizo entre Cañada Oruro y Mayor Infante Rivarola para promover el comercio y la integración entre los dos países.

## Clima
El clima en esta región del Chaco Boreal se clasifica como semiárido cálido, siendo uno de los más extremos y hostiles de Bolivia, que se destaca por sus altas temperaturas, que llegan hasta los 46 °C a la sombra en verano y temperaturas de hasta -7 °C bajo cero en invierno.

## Economía
La mayoría de sus habitantes se dedican a la ganadería, la agricultura, los servicios y el comercio minorista con Paraguay.

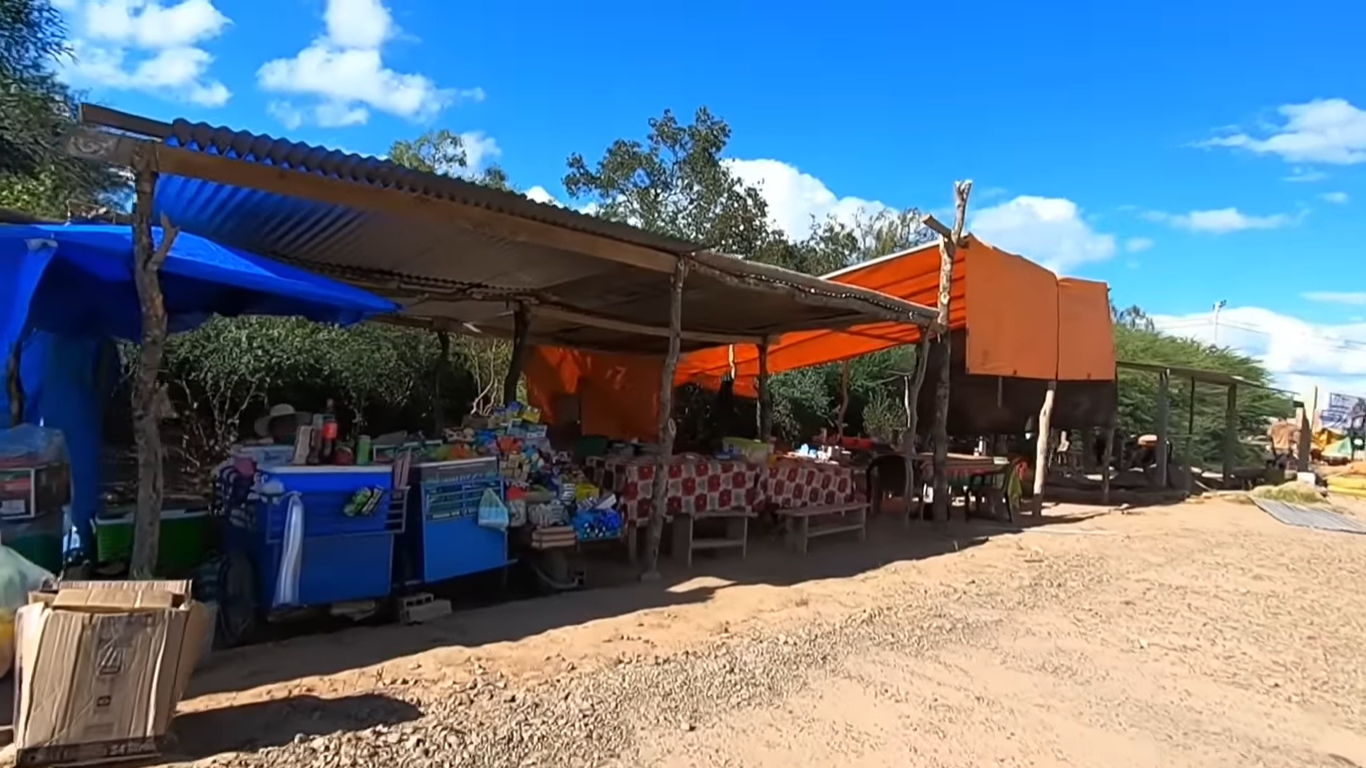
Comercio informal en Cañada Oruro.

## Transporte
En Cañada Oruro termina la Ruta Nacional 11, que se encuentra completamente asfaltada y la conecta con Villa Montes y el resto del país.

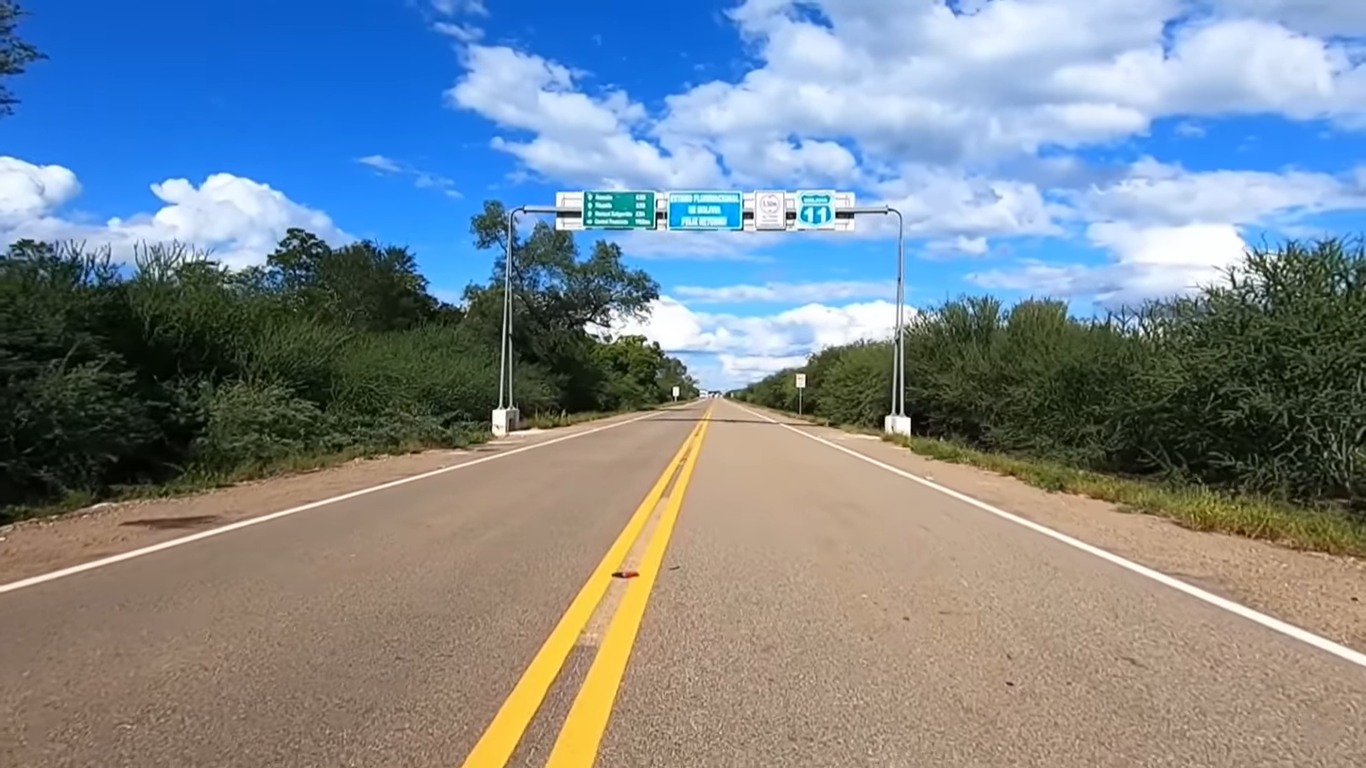
Ruta Nacional 11 camino a Cañada Oruro.

## Infraestructura
Actualmente la infraestructura de la zona es escasa, pero poco a poco se está desarrollando, con las inversiones del gobierno de Bolivia, que construyó un recinto multipropósito para sus aduanas.
También existen planes para establecer y desarrollar una ciudad comercial fronteriza con Paraguay en los próximos años.

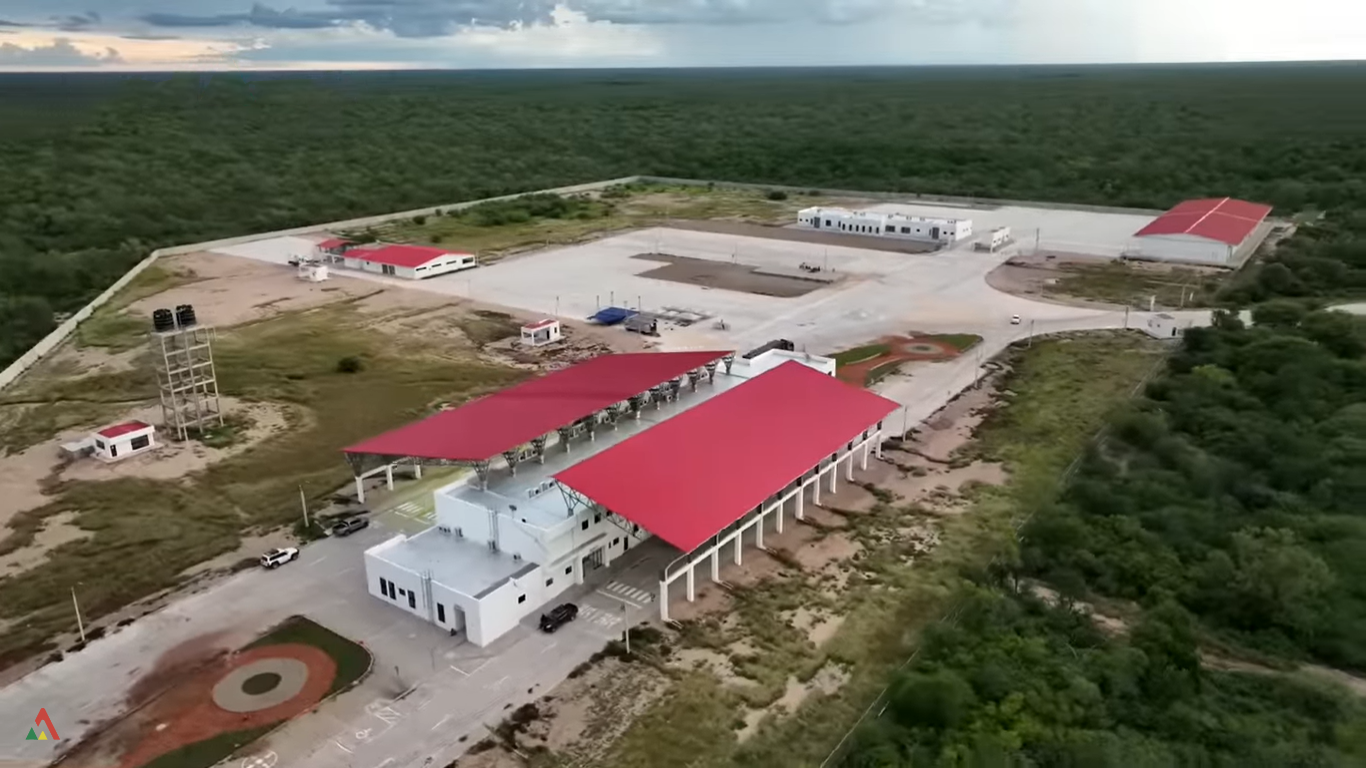
Recinto Multipropósito para aduanas en Cañada Oruro.